# Hadria oteroi
Hadria oteroi är en insektsart som beskrevs av Metcalf et Bruner 1936. Hadria oteroi ingår i släktet Hadria och familjen dvärgstritar. Inga underarter finns listade i Catalogue of Life.